# Anneville-sur-Mer
Anneville-sur-Mer är en kommun i departementet Manche i regionen Normandie i norra Frankrike. Kommunen ligger i kantonen Lessay som tillhör arrondissementet Coutances. År 2018 hade Anneville-sur-Mer 239 invånare.

## Befolkningsutveckling
Antalet invånare i kommunen Anneville-sur-Mer
| Referens: INSEE |